# Bandeira de Anguila
A bandeira de Anguila é um dos símbolos oficiais do território britânico ultramarino de Anguila, no Caribe.

## História
Antes da chegada dos europeus, a ilha chamava-se Malliouhana, que significa "serpente do mar em forma de arco". Era habitada pelos povos indígenas Arahuaco, que se dedicavam à produção de milho, algodão, batata doce e pesca.

### Colonização britânica
A ilha foi descoberta em 1493 por Cristóvão Colombo. Contudo, foi colonizada por ingleses de São Cristóvão e Neves a partir de 1650. Foi administrada diretamente pelo Reino Unido até 1825, quando a ilha foi passada para a administração de São Cristóvão e Neves. Nesse perído, a Bandeira da Grã-Bretanha e depois a Bandeira do Reino Unido foram usadas, respectivamente. Com a dissolução de São Cristóvão-Neves-Anguila em 1967 levou ao desejo de introdução de outra bandeira. Assim, foi apresentado um modelo com duas sereias com uma concha entre elas, que ficou conhecido como "bandeira das sereias". Este desenho foi criado por um grupo de anguilianos que moravam em São Francisco e foi içada quando a bandeira do Estado foi derrubada. ontudo, essa bandeira nunca foi realmente aceita ou oficializada, logo foi substituído pela "bandeira dos três golfinhos", que imediatamente se tornou popular e ainda é usada por muitas pessoas até a atualidade, embora não oficialmente.

Bandeira da Grã-Bretanha, usada de 1680 a 1801
Bandeira do Reino Unido, usada de 1801 a 1875
1875-1957, quando fazia parte das Ilhas de Sotavento
São Cristóvão-Neves-Anguila 1957-1958
Bandeira usada entre 1958 e 1962, quando fazia parte da Federação das Índias Ocidentais
São Cristóvão–Neves-Anguila 1962 a 1967
São Cristóvão-Neves-Anguila 1967

### Bandeira própria
As bandeiras do Reino Unido e dos "três golfinhos" foram usadas juntamente por alguns anos, mas havia um forte sentimento de que Anguila deveria ter sua própria bandeira oficial. Um ex-governador de Anguila, Brian Canty, sugeriu uma nova bandeira e desenhou esboços que foram enviados a Londres para aprovação por Sua Majestade, a Rainha Isabel II. A nova bandeira, que foi içada pela primeira vez em 30 de maio de 1990, incorporou à bandeira comum aos países associados ao Reino Unido os elementos da "bandeira dos golfinhos".

"Bandeira das sereias" (não oficial) 1967
"Bandeira dos três golfinhos" 1967-1980
Bandeira do Reino Unido, usada de 1980 a 1980

## Características

Brasão de armas de Anguila

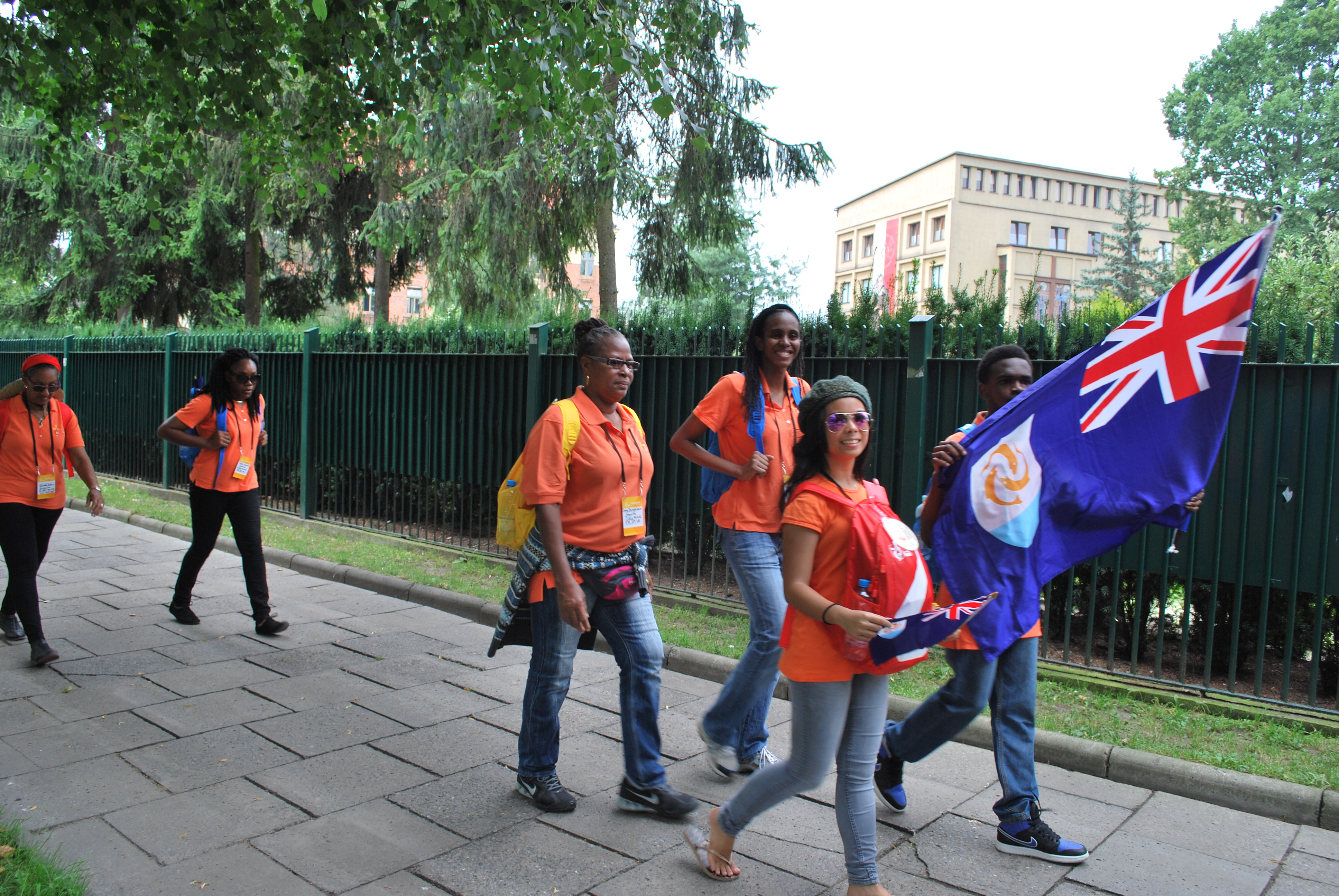
Jovens anguilanos portando sua bandeira na Jornada Mundial da Juventude de 2016, Cracóvia,

Seu desenho consiste em um retângulo de proporção comprimento-largura de 2:1. É um pavilhão britânico azul com o escudo do Brasão de armas de Anguila no batente (lado direito da bandeira). As cores da bandeira no Sistema Pantone são: azul marinho 281C, o vermelho, 186C, o laranja 150C e o azul-celeste 291C.
| Cor | Sistema Pantone | CMYK        | RGB           | Hex     |
| --- | --------------- | ----------- | ------------- | ------- |
|     | Branco          | 0.0.0.0     | 255, 255, 255 | #FFFFFF |
|     | Azul 281C       | 100.78.0.57 | 0, 32, 91     | #00205B |
|     | Vermelho 186C   | 0.100.80.5  | 200, 16, 46   | #C8102E |
|     | Vermelho 150C   | 0.30.71.0   | 255, 178, 91  | #FFB25B |
|     | Vermelho 291C   | 38.4.0.0    | 155, 203, 235 | #9BCBEB |

O brasão consiste em escudo heráldico do tipo suíço com partição cortada, ou seja, dividido horizontalmente em duas partes na na proporção 9:4, sendo o inferior, mais estreito, na cor azul celeste e o superior branco com a figura de três golfinhos na cor laranja formando um círculo.

## Simbolismo
A faixa inferior na cor azul celeste representa o Mar do Caribe, que circunda a ilha. Os três golfinhos representam unidade e força.

## Bandeira do Governador

bandeira do governador

O governador de Anguila tem uma bandeira separada, uma bandeira da União com o seu brasão de armas ao centro. Esse design é semelhante às bandeiras dos outros Governadores nos territórios ultramarinos britânicos. A bandeira governamental deve ser usada na Casa do Governo quando o governador estiver em residência ou dentro do território.